# Sabine Eichhorst
Sabine Eichhorst ist eine deutsche Journalistin und Autorin.

## Leben
Sabine Eichhorst studierte Germanistik und Soziologie. Sie arbeitete über 20 Jahre als Radiojournalistin für die ARD. Für ihre Reportagen und Features wurde sie 2002 mit dem Civis Medienpreis im Bereich Information für Alles klar, oder was?! Türkisch als neue Jugendsprache? ausgezeichnet. 2011 erhielt sie den Herbert Quandt Medien-Preis für das Hörfunk-Feature Laufschuhe aus dem Kuhstall – Zwei Brüder, ein Traum und der Aufbau Ost. Seit 1993 schreibt sie auch Bücher und Unternehmenschroniken und veröffentlichte u. a. die SPIEGEL-Bestseller Ein Tagwerk Leben – Erinnerungen einer Magd und gemeinsam mit Roland Kaiser Sonnenseite – Die Autobiographie.

## Bibliografie (Auswahl)
- Am Ende des Strichs – Frauen berichten von ihrem Ausstieg aus der Prostitution, mit Petra Marchewka, Verlagsgruppe Lübbe, Bergisch Gladbach 1995, ISBN 978-3-404-60392-3.
- Mut zur Gegenwehr – Strategie gegen sexuelle Gewalt. Lübbe, Bergisch Gladbach 1996, ISBN 3-404-66334-9.
- Geboren im Großen Regen – Mein Leben zwischen Afrika und Deutschland, mit Fadumo Korn, Rowohlt, Reinbek 2004, ISBN 3-499-23798-9.
- Born in the Big Rains – A Memoir of Somalia and Survival, mit Fadumo Korn, The Feminist Press at the City University of New York, New York 2006, ISBN 978-1-55861-531-1.
- Damit du mich nie vergisst – Afrikas Kinder und die Memory books, mit Christa Graf, Malik, München 2007, ISBN 978-3-89029-335-6.
- Ein Tagwerk Leben – Erinnerungen einer Magd, mit Dora Prinz, Knaur, München 2011, ISBN 978-3-426-78225-5.
- Die Schwarzwaldbäuerin – Erinnerungen an ein Landleben, mit Anni Hettich, Ullstein, Berlin 2012, ISBN 978-3-548-37452-9.
- Das Glück ist eine gute Pasta – Wie ich die Liebe zum Essen nach Bella Germania brachte, mit Luigi Brunetti, Bastei Lübbe, Köln 2012, ISBN 978-3-7857-2449-1.
- Den Hof mach ich mir selbst – Aus dem Leben einer Jungbäuerin, mit Isabell Aue, Heyne, München 2014, ISBN 978-3-453-60282-3.
- Veggie Family – Unser neues Leben ohne Fleisch, mit Heike und Boris Gromodka, Lübbe, Köln 2014, ISBN 978-3-404-60811-9.
- Der Himmel so weit – Vom selbstbestimmten Sterben der Monika Prause, mit Volker Prause, Ludwig Verlag/Verlagsgruppe Random House, München 2015, ISBN 978-3-453-28066-3.
- Die Liebe meines Vaters (Roman). Droemer Knaur, München 2016, ISBN 978-3-426-51665-2.
- Der Mann im Wald – Wie ich mein Leben hinter mir ließ. Piper, München 2016, ISBN 978-3-492-06044-8.
- German Glück – Reise durch ein unerwartet glückliches Land. Ludwig/Verlagsgruppe Random House, München 2017, ISBN 978-3-453-28089-2.
- Sonnenseite – Die Autobiographie, mit Roland Kaiser. Heyne Verlag/Penguin Random House, München 2021, ISBN 978-3-453-21817-8.
- Roland Kaiser – Live. Das Roadbook mit Roland Kaiser und Fotos von Paul Schirnhofer. Heyne Verlag/Penguin Random House, München 2024, ISBN 978-3-453-21851-2